# Калиниченко Володимир Іванович
Володи́мир Іва́нович Калиниче́нко (4 грудня 1947 — 26 листопада 2022) — радянський і російський юрист. Слідчий з особливо важливих справ за Генерального прокурора СРСР (1980—1992). Державний радник юстиції 3 класу, адвокат.
Член Московської обласної колегії адвокатів (МОКА) з 1995 року, віце-президент Загальноросійської суспільно-політичної організації «Асоціація працівників правоохоронних органів Російської Федерації».

## Біографія
1971 року закінчив Харківський юридичний інститут та був розподілений до прокуратури Запорізької області УРСР.
Працював слідчим прокуратури Заводського району Запоріжжя, за кілька років був призначений прокурором слідчого відділу, потім прокурором-криміналістом обласної прокуратури, п'ять років керував слідчо-оперативною групою з розкриття умисних убивств. У 1979 році був переведений до Прокуратури СРСР на посаду слідчого з особливо важливих справ при Генеральному прокурорі СРСР.
Займався окремими епізодами справи «Океан» (організація «Рибпромзбуту» при Мінрибгоспі СРСР). Розслідував Сочинсько-краснодарську та «Бавовняну» справи. 1987 року за дорученням Генерального прокурора СРСР Олександра Рекункова виїжджав до Казахстану для розслідування зловживань у системі автомобільного транспорту. Допитував Дінмухамеда Кунаєва. Розслідував резонансне вбивство на «Жданівській», згодом написав книгу про цю справу.
У 1980 році за розпорядженням Генпрокурора СРСР розслідував справу про загибель першого секретаря ЦК КП Білорусії Петра Машерова та багато інших справ.
Почесний адвокат Росії. Нагороджений нагрудним знаком «Почесний співробітник Слідчого комітету Російської Федерації», медалями: «Ветеран Прокуратури», «300 років слідчої канцелярії Росії», «За сприяння», «За вірність службовому обов'язку», «За чистоту помислів і шляхетність справ».
В. І. Калиниченко — один із авторів сценарію художнього фільму «Вбивство на „Жданівській“» та трилогії «Слідство і влада» 2013 р., «Слідство як професія» 2015 р., «Слідство очима адвоката» 2016 р.
Давав інтерв'ю, що увійшли до циклів популярних авторських детективно-історичних телевізійних програм «Слідство вели…» та «Справа темна».

## Автор публікацій
- Дело о 140 миллиардах или 7060 дней из жизни следователя, 1998;
- Точка отталкивания // Юность. — 1989. — № 8-9;
- Дополнительное расследование // Несколько дней из жизни следователя, 1987.

## Нагороди
- Орден Трудового Червоного Прапора.
- Орден «Знак Пошани».

## Кіновтілення
- Іван Бортник — у художньому фільмі Вбивство на «Жданівській» (1992).
- Володимир Єпіфанцев — у багатосерійному художньому телефільмі «Непідкупний» (2015).
- Павло Майков — Олександр Костенко у телесеріалі «Ікра» (2017).